# 小林淳一 (工学者)
小林 淳一（こばやし じゅんいち、1948年9月23日 - ）は、日本の工学者。
専門は機械工学・流体力学など。
長野県小県郡西塩田村（現上田市）出身。

## 経歴
1967年3月- 長野県上田高等学校卒業。1971年3月- 東北大学工学部機械工学科卒業。
1976年3月- 東北大学大学院工学研究科機械工学専攻博士課程修了、工学博士。論文の題は「導電形MHD流路の特性に関する理論的研究」。
1976年10月- 日立製作所入社、機械研究所勤務。2005年4月- 日立製作所研究開発本部ソリューションセンター長。
2007年4月- 秋田県立大学システム科学技術学部教授。2017年4月- 秋田県立大学理事長兼学長就任。
2023年4月- 長野大学学長就任。